# Comté d'Upshur (Texas)
Pour l’article homonyme, voir Comté d'Upshur.
Le comté d'Upshur, en anglais : Upshur County, est un comté situé au nord-est de l'État du Texas aux États-Unis. Fondé le 27 avril 1846, son siège de comté est la ville de Gilmer. Selon le recensement des États-Unis de 2020, sa population est de 40 892 habitants. Le comté a une superficie de 1 534,7 km2, dont 1 509,8 km2 en surfaces terrestres. Il est nommé en l'honneur d'Abel P. Upshur, secrétaire d'État américain.

## Organisation du comté
Le comté d'Upshur est créé le 27 avril 1846, à partir des terres du comté de Harrison et de celles n'appartenant à aucun comté. Il est définitivement organisé et autonome, le 13 juillet 1846.
Le comté est baptisé en référence à Abel P. Upshur,, 15e secrétaire d'État des États-Unis qui a travaillé, jusqu'à sa mort, au traité d'annexion de la république du Texas par son pays.

## Géographie

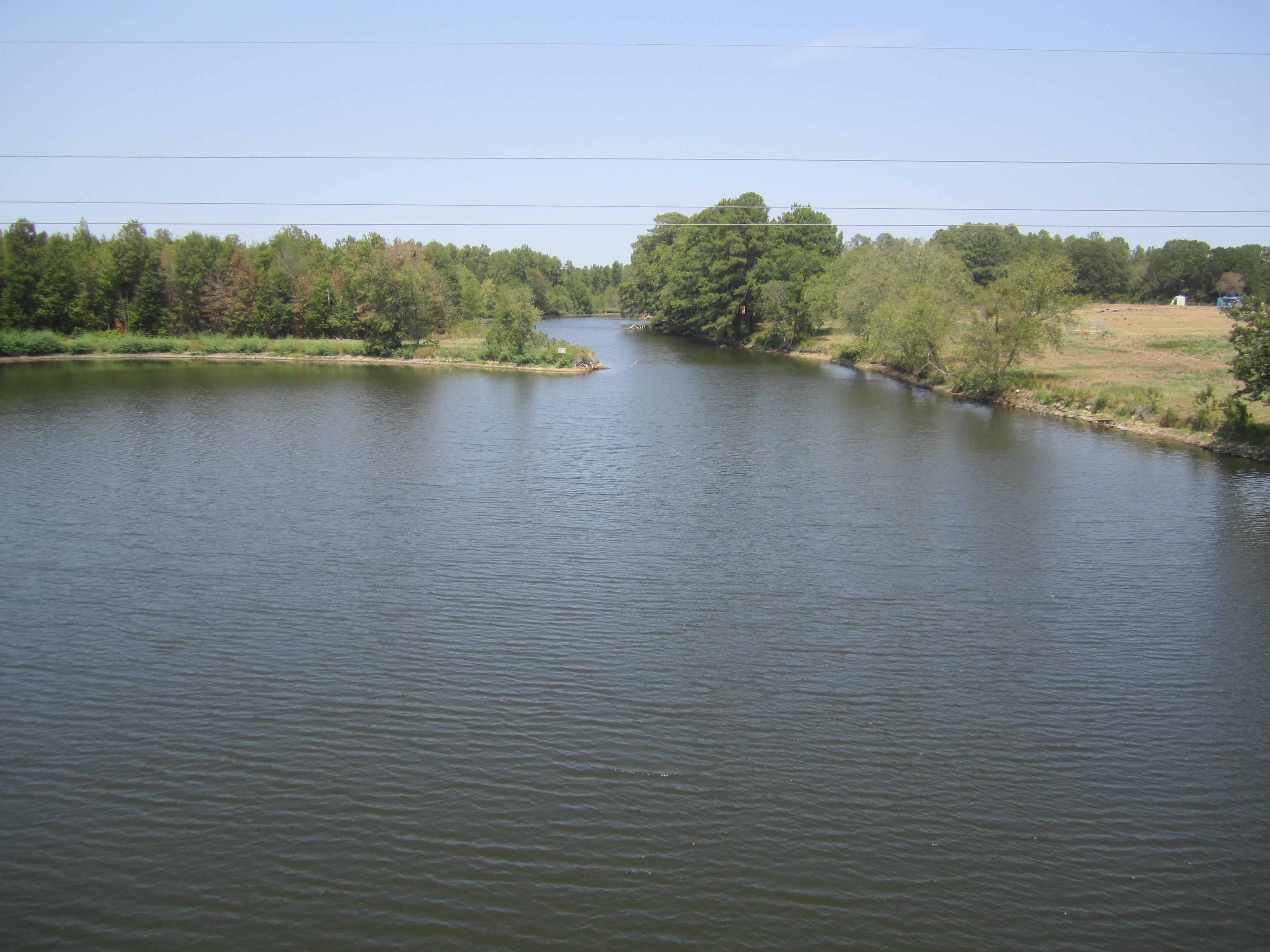
Le fleuve Sabine, près de Big Sandy.

Le comté d'Upshur est situé au nord-est, de l'État du Texas, aux États-Unis,.
Il est bordé, au sud-ouest, par le fleuve Sabine, qui délimite la frontière avec le comté de Smith. Au nord-ouest, le lac O' the Pines (en), marque la frontière avec les comtés de Morris et de Marion.
Il a une superficie totale de 1 534,7 km2, composée de 1 509,8 km2 de terres et de 24,9 km2 de zones aquatiques.

## Comtés adjacents
|                | Comté de Camp  | Comté de Morris   |
| Comté de Wood  | comté d'Upshur | Comté de Marion   |
| Comté de Smith | Comté de Gregg | Comté de Harrison |

## Démographie
Lors du recensement de 2010, le comté comptait une population de 39 309 habitants. En 2017, la population est estimée à 41 281 habitants,.
| Groupes           | Comté d'Upshur | Texas | États-Unis |
| ----------------- | -------------- | ----- | ---------- |
| Blancs            | 85,1           | 70,4  | 72,4       |
| Afro-Américains   | 8,7            | 11,9  | 12,6       |
| Autres            | 3,0            | 10,6  | 6,4        |
| Métis             | 2,2            | 2,5   | 2,7        |
| Amérindiens       | 0,7            | 0,7   | 0,9        |
| Asiatiques        | 0,4            | 3,8   | 4,8        |
| Total             | 100            | 100   | 100        |
|                   |                |       |            |
| Latino-Américains | 6,7            | 37,6  | 16,7       |

Pyramide des âges du comté d'Upshur (2000).

Selon l'American Community Survey, pour la période 2011-2015, 93,93 % de la population âgée de plus de 5 ans déclare parler l’anglais à la maison, alors que 5,21 % déclare parler l'espagnol et 0,86 % une autre langue.

### Source de la traduction
- (en) Cet article est partiellement ou en totalité issu de l’article de Wikipédia en anglais intitulé « Upshur County, Texas » (voir la liste des auteurs).